# Alexandr Wang
Alexandr Wang (nascido em 1997) é o fundador e CEO da Scale AI, uma plataforma de anotação de dados que fornece dados de treinamento para modelos de aprendizado de máquina.   Aos 24 anos, em 2021, ele se tornou o mais jovem bilionário não herdeiro do mundo.    De acordo com a Forbes, ele atualmente vale US$ 2 bilhões, em julho de 2024. 

## Infância e educação
Wang nasceu em Los Alamos, Novo México. Ele é filho de imigrantes chineses que trabalharam como físicos no Laboratório Nacional de Los Alamos, no Novo México, onde as armas nucleares foram desenvolvidas pela primeira vez.  Wang era apaixonado por matemática e programação de computadores desde a infância. Ele se classificou para o Programa de Olimpíadas de Matemática em 2013, para a Equipe de Física dos EUA em 2014 e foi finalista da USACO em 2012 e 2013.  Durante a adolescência, Wang trabalhou para o Quora como programador de software.  Ele frequentou brevemente o Instituto de Tecnologia de Massachusetts antes de abandonar o curso para ser cofundador da Scale AI em 2016. 

## Carreira
Em 2016, Wang fundou a Scale AI, que anota os dados usados para treinar software de inteligência artificial em visão computacional e transcrição de áudio. O conselho de administração da empresa inclui o cofundador da Plaid, William Hockey. Em maio de 2021, Michael Kratsios, diretor de tecnologia dos Estados Unidos durante o governo Trump, ingressou como diretor administrativo e chefe de estratégia da Scale AI. O ex-executivo da Amazon, Jeff Wilke, atuou como consultor de Wang.  Os clientes da Scale AI no setor comercial incluem Etsy, General Motors, OpenAI, PayPal, Pinterest, Samsung, Toyota e Uber.   Em 2021, sua avaliação atingiu US$ 7,3 bilhões, dando brevemente a Wang patrimônio líquido de US$ 1 bilhão, pois ele possuía 15% da empresa.   A Scale AI recebeu contratos de defesa das Forças Armadas dos Estados Unidos   e foi escolhida pelo Gabinete de Inteligência Artificial e Digital do Pentágono para testar e avaliar a segurança e a fiabilidade de grandes modelos de linguagem para planeamento e tomada de decisões militares. 